# ويليام أو. غودمان
ويليام أو. غودمان (بالإنجليزية: William O. Goodman)‏ هو شخصية أعمال أمريكي، ولد في 1848، وتوفي في 1936.